# 蒙多凡 (上阿尔卑斯省)
蒙多凡（法語：Mont-Dauphin，法語發音：[mɔ̃ dofɛ̃]）是法国上阿尔卑斯省的一个市镇，位于该省东部，属于布里扬松区。

## 地理
蒙多凡（44°40'9"N, 6°37'26"E）面积0.58 平方千米，位于法国普罗旺斯-阿尔卑斯-蓝色海岸大区上阿尔卑斯省，该省份为法国东南部内陆省份，北起萨瓦省，西北接伊泽尔省，西南接德龙省，南至上普罗旺斯阿尔卑斯省，东北部与意大利接壤。
与蒙多凡接壤的市镇（或旧市镇、城区）包括：埃格利耶尔。

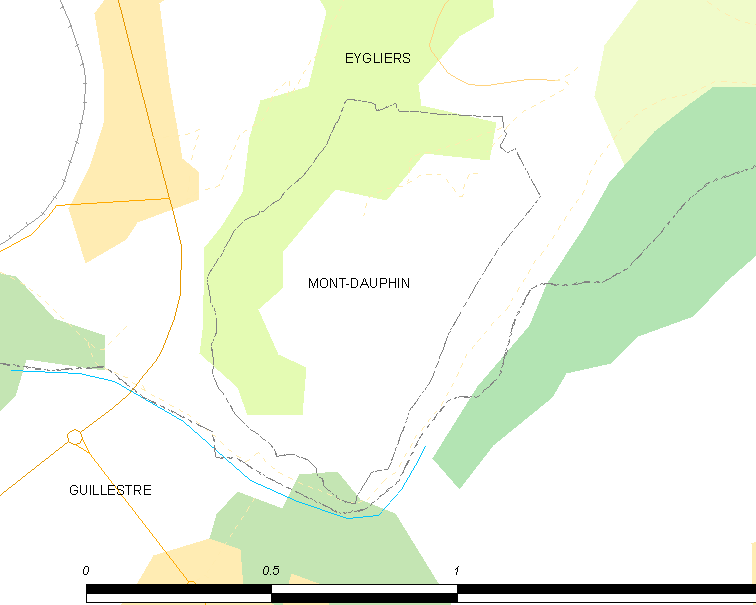
的OSM定位图

蒙多凡的时区为UTC+01:00、UTC+02:00（夏令时）。

## 行政
蒙多凡的邮政编码为05600，INSEE市镇编码为05082。

## 政治
蒙多凡所属的省级选区为吉耶斯特尔县。

## 人口

1962-2008年间人口变化图示

蒙多凡于2022年1月1日时的人口数量为169人。